# Atrichopleura crassa
Atrichopleura crassa är en tvåvingeart som beskrevs av Mario Bezzi 1909. Atrichopleura crassa ingår i släktet Atrichopleura och familjen dansflugor. Inga underarter finns listade i Catalogue of Life.